# The Stone Poneys
The Stone Poneys war eine US-amerikanische Folk und Country-Rock-Band. Es war die erste Formation, in der die Sängerin Linda Ronstadt mitwirkte.

## Geschichte
Die Sängerin Linda Ronstadt, die in ihrem Heimatort Tucson keine Chance sah, eine Musikerkarriere zu beginnen, zog 1966 nach Los Angeles, wo sie Robert Kimmel und Ken Edwards kennenlernte. Die drei bildeten ein Trio, bekamen 1967 einen Plattenvertrag und konnten mit dem von Michael Nesmith geschriebenen Song Different Drum Platz 13 der US-Charts erreichen.

## Diskografie (Auswahl)

### Alben
- 1967: Stone Poneys Featuring Linda Ronstadt
- 1967: Evergreen, Vol. 2
- 1968: Stone Poneys & Friends, Vol. 3
- 1972: Stoney End album
- 2008: Stone Poneys Featuring Linda Ronstadt/Evergreen, Vol. 2